# Rio Baependi
Rio Baependi är ett vattendrag i Brasilien.   Det ligger i delstaten Minas Gerais, i den sydöstra delen av landet, 700 km söder om huvudstaden Brasília.
Omgivningarna runt Rio Baependi är huvudsakligen savann. Runt Rio Baependi är det ganska glesbefolkat, med 39 invånare per kvadratkilometer.